# Teukros (syn Telamona)
Teukros (gr. Τεῦκρος Teúkros, łac. Teucrus, Teucer) – w mitologii greckiej uczestnik wojny trojańskiej, łucznik; bohater Iliady Homera.
Uchodził za syna Telamona (króla Salaminy, na wyspie Salamina) i jego drugiej żony Hezjone (córki króla Troi Laomedona). Był przyrodnim bratem Ajasa Wielkiego.
Według wersji z Iliady Homera Teukros był najlepszym łucznikiem i oszczepnikiem. W wojnie trojańskiej walczył u boku swego przyrodniego brata. Podczas walk zabił włócznią Medesykastę, córkę Priama i Hekabe. Gdy jego brat Ajaks, zmęczony trudami walk zasnął i bogini Atena zesłała na niego szał, w wyniku którego popełnił samobójstwo, Teukros urządził mu uroczysty pogrzeb i wziął udział w zawodach łuczniczych na jego cześć.
Według innych wersji, Teukros aż do śmierci brata pod Troją nie brał czynnego udziału w wojnie trojańskiej. W tym czasie przebywał w Azji Mniejszej w Myzji, gdzie uczestniczył w pirackiej wyprawie. Powrócił pod Troję na krótko przed śmiercią Ajaksa. Był jednym z tych wojowników, którzy znajdowali się wewnątrz konia trojańskiego, specjalnie skonstruowanego, aby podstępnie zdobyć Troję.
Po klęsce Troi Teukros powrócił do Salaminy w greckiej Attyce, gdzie władał jego ojciec. Został przez ojca oskarżony o to, że nie pomścił śmierci swego brata Ajaksa, na skutek czego został z Salaminy wygnany. Opuścił Salaminę, skąd dotarł na Cypr, gdzie założył nowe miasto Salaminę Cypryjską. Tam wziął za żonę córkę króla Cypru Eune.